# Onde U
Pour les articles homonymes, voir onde (homonymie).

Une onde U observée sur un électrocardiogramme (ECG).

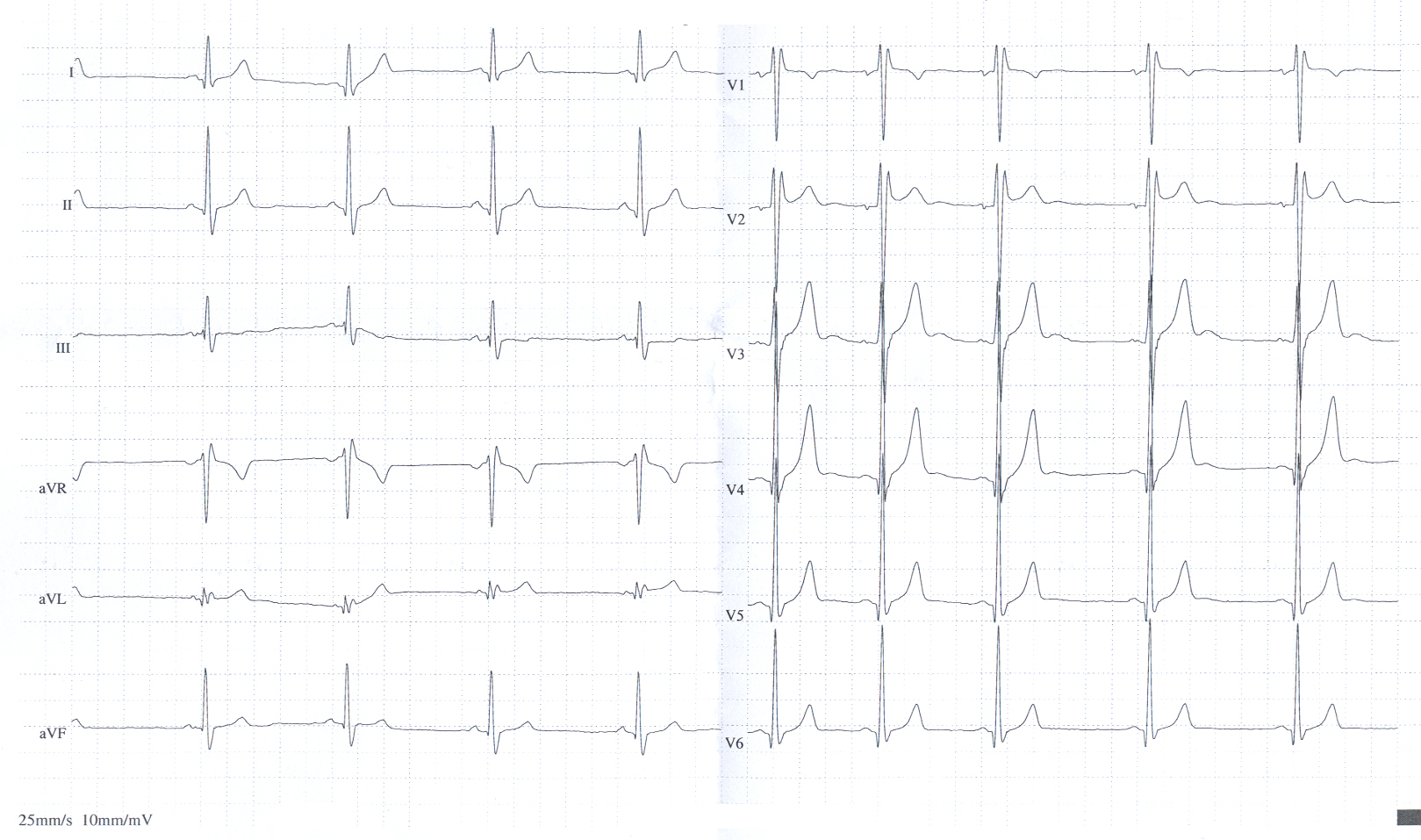
Un électrocardiogramme d’un homme de 18 ans montrant les ondes U, bien évidentes dans la dérivation V3.

L’onde U est un signal électrique, généralement physiologique, de basse amplitude et de basse fréquence parfois observé sur un électrocardiogramme normal (ECG). Elle survient après l’onde T et peut ne pas être toujours observée en raison de sa petite taille. On pense que les ondes U représentent la repolarisation des fibres de Purkinje,. Cependant, la cause exacte de l’onde U reste incertaine.
Les théories les plus courantes expliquant son origine sont :
- une repolarisation retardée des fibres de Purkinje ;
- une repolarisation prolongée des cellules M du myocarde moyen ;
- un post-potentiel résultant de forces mécaniques dans la paroi ventriculaire ;
- la repolarisation du muscle papillaire[3].

## Interprétation
Selon de nombreuses études[Lequel ?], les ondes U s’inscrivent souvent dans toutes les dérivations sauf V6, le plus souvent dans V2 et V3 lorsque la fréquence cardiaque est supérieure à 96 battements par minute. Son amplitude est souvent de 0,1  à   0,33 mV. La délimitation de l’onde U  est particulièrement difficile à cause d’une éventuelle fusion (partielle ou complète) avec l’onde T. À des valeurs plus élevées de la fréquence cardiaque ou lors d’une hypocalcémie, les ondes U et T se superposent.
Une onde U positive et proéminente est le plus souvent observée dans l’hypokaliémie, mais peut aussi être présente dans l’hypercalcémie, la thyréotoxicose ou lors de l’exposition aux digitaliques, à l’épinéphrine et aux antiarythmiques de classe 1A et 3, ainsi que dans le syndrome du QT long congénital et dans le cadre d’une hémorragie intracrânienne.
Une onde U inversée peut représenter une ischémie myocardique (et semble surtout avoir une précision du pronostic positif élevée dans l’insuffisance coronarienne de l’artère interventriculaire antérieure) ou une augmentation de la précharge ventriculaire gauche.
Une onde U peut parfois être observée chez des individus sportifs plus jeunes et normaux. L’onde U augmente chez les adultes plus âgés et moins sportifs.